# 社宮祠駅
社宮祠駅（しゃぐしえき）は、かつて愛知県名古屋市東区杉村町（現・北区）にあった名古屋鉄道瀬戸線の駅（廃駅）。
駅名は、南側にある、尾張藩付家老の竹腰氏に関係する社宮司神社に由来する。

## 歴史
1911年（明治44年）5月23日、土居下駅・大曽根駅間の開通に伴い開業。現在の尼ヶ坂駅と森下駅の間に、坂下駅と共に存在した。1944年（昭和19年）に第二次世界大戦の激化に伴い休止、戦後も駅業務を再開しないまま1956年（昭和31年）10月15日に廃止された。
- 1911年（明治44年）5月23日 - 開業[3]。
- 1944年（昭和19年） - 休止[3]。
- 1956年（昭和31年）10月15日 - 廃止[3]。

## 隣の駅
名古屋鉄道
瀬戸線
尼ヶ坂駅 - 社宮祠駅 - 坂下駅